# Spyware Doctor
Spyware Doctor（スパイウェアドクター）とは、アメリカのPC Toolsが開発した、Microsoft Windows 2000からVistaまでに対応するアンチスパイソフトウェア。

## 概要
2007年3月から、検索サイトのGoogleが配布するGoogle パックから無償配布が行われていた。後にGoogleパックから除外され、代わりのウイルス対策ソフトとして「avast! Free Antivirus」が採用された。他のアンチスパイ対策ソフトに比べ、検出数が多いことなどから、「誤検出が多いのではないか」「ソフトウェア自体が重い」などという意見が多い。なお有料版に謳われている期間でのサポートは受けられない。